# Jukjangchang
De jukjangchang, letterlijk lange bamboe-speer, is een Koreaans wapen dat voor het eerste benoemd wordt in de Muyesinbo, een Koreaanse handleiding uit 1759.
Zoals de naam reeds doet veronderstellen, werd de speer van bamboe gemaakt en was deze vrij lang, ongeveer vier meter. De bamboe-schacht maakt de jukjangchang flexibeler dan de gewone lange speer (jangchang).